# Полуночный свидетель
«Полуночный свидетель» — кинофильм 1993 года.

## Сюжет
Молодой человек случайно снял на видеокамеру как во дворе полицейские кого-то избивали. Заметив, что за ними следят, полицейские пустились в погоню за обладателем видеокамеры.

## В ролях
- Пол Йоханссон — Пол
- Максуэлл Колфилд — Гарланд
- Карен Монкрифф — Кэти
- Мик Мюррей — Уэбстер
- Марк Пеллегрино — Паттерсон
- Вирджиния Мейо — Китти
- Ян-Майкл Винсент — Лэнс
- Энди Романо — капитан МакКарти
- Эллен Гир — Валери
- Лиза Бойл — Хэйди